# Internationale Cricket-Saison 1992/93
Die internationale Cricket-Saison 1992/93 fand zwischen September 1992 und April 1993 statt. Als Wintersaison wurden vorwiegend Heimspiele der Mannschaften aus Südasien, der Karibik und Ozeanien ausgetragen.

## Überblick

### Internationale Touren
| Beginn            | Heimteam    | Auswärtsteam | Resultate | Resultate | Artikel |
| Beginn            | Heimteam    | Auswärtsteam | Test      | ODI       | Artikel |
| ----------------- | ----------- | ------------ | --------- | --------- | ------- |
| 18. Oktober 1992  | Simbabwe    | Indien       | 0–0 [1]   | 0–1 [1]   | Artikel |
| 31. Oktober 1992  | Simbabwe    | Neuseeland   | 0–1 [2]   | 0–2 [2]   | Artikel |
| 13. November 1992 | Südafrika   | Indien       | 1–0 [4]   | 5–2 [7]   | Artikel |
| 27. November 1992 | Sri Lanka   | Neuseeland   | 1–0 [2]   | 2–0 [3]   | Artikel |
| 27. November 1992 | Australien  | West Indies  | 1–2 [5]   |           | Artikel |
| 26. Dezember 1992 | Neuseeland  | Pakistan     | 0–1 [1]   | 2–1 [3]   | Artikel |
| 16. Januar 1993   | Indien      | England      | 3–0 [3]   | 3–3 [6]   | Artikel |
| 25. Februar 1993  | Neuseeland  | Australien   | 1–1 [3]   | 2–3 [5]   | Artikel |
| 2. März 1993      | Simbabwe    | Pakistan     |           | 0–1 [1]   | Artikel |
| 10. März 1993     | Sri Lanka   | England      | 1–0 [1]   | 2–0 [2]   | Artikel |
| 13. März 1993     | Indien      | Simbabwe     | 1–0 [1]   | 3–0 [3]   | Artikel |
| 16. April 1993    | West Indies | Pakistan     | 2–0 [3]   | 2–2 [5]   | Artikel |

### Internationale Turniere
| Beginn           | Turnier                              | Land                         |
| ---------------- | ------------------------------------ | ---------------------------- |
| 4. Dezember 1992 | Benson & Hedges World Series 1992/93 | Australien                   |
| 1. Februar 1993  | Wills Trophy 1992/93                 | Vereinigte Arabische Emirate |
| 9. Februar 1993  | Total International Series 1992/93   | Südafrika                    |

### Internationale Touren (Frauen)
| Beginn          | Heimteam   | Auswärtsteam | Resultate | Artikel |
| Beginn          | Heimteam   | Auswärtsteam | WODI      | Artikel |
| --------------- | ---------- | ------------ | --------- | ------- |
| 13. Januar 1993 | Australien | Neuseeland   | 2–1 [3]   | Artikel |

## Nationale Meisterschaften
Aufgeführt sind die nationalen Meisterschaften der Full Member des ICC.
| Land                         | First-Class                     | List A                           |
| ---------------------------- | ------------------------------- | -------------------------------- |
| Australien                   | Sheffield Shield 1992/93        | Mercantile Mutual Cup 1992/93    |
| Indien                       | Ranji Trophy 1992/93            | Wills Trophy 1992/93             |
| Duleep Trophy 1992/93        | Deodhar Trophy 1992/93          |                                  |
| Irani Cup 1992/93            |                                 |                                  |
| Neuseeland                   | Shell Trophy 1992/93            | Shell Cup 1992/93                |
| Pakistan                     | Quaid-e-Azam Trophy 1992/93     | Wills Cup 1992/93                |
| BCCP Patron’s Trophy 1992/93 | Wills Gold Flake League 1992/93 |                                  |
| Sri Lanka                    | Saravanamuttu Trophy 1992/93    | Premadasa Trophy 1992/93         |
| Südafrika                    | Castle Cup 1992/93              | Benson and Hedges Series 1992/93 |
| UCB Bowl 1992/93             | Total Power Series 1992/93      |                                  |
| West Indies                  | Red Stripe Cup 1992/93          | Geddes Grant Shield 1992/93      |